# كوستاس كاكاروديس
كوستاس كاكاروديس (باليونانية: Κώστας Κακαρούδης)‏ مواليد 2 مايو 1983 في سيرس، هو لاعب كرة سلة يوناني. بدأ مسيرته الاحترافية في سنة 2000. يبلغ طوله 6 قدم 8.5 بوصة (2.0 م). لعب مع نادي أريس لكرة السلة ونادي أوليمبياس باتراس لكرة السلة.

## روابط خارجية
- كوستاس كاكاروديس على موقع الدوري الأوروبي لكرة السلة (الإنجليزية)
- كوستاس كاكاروديس على موقع كرة السلة الأوروبية.كوم (الإنجليزية)
- كوستاس كاكاروديس على موقع DraftExpress.com (الإنجليزية)
- كوستاس كاكاروديس على موقع ريلجم (الإنجليزية)
- كوستاس كاكاروديس على موقع بروبوليرز (الإنجليزية)
- كوستاس كاكاروديس على موقع سبورتس رفرنس (الإنجليزية)